# Sporophila
Sporophila is een geslacht van vogels uit de familie van de Thraupidae (tangaren). De wetenschappelijke naam van het geslacht is voor het eerst geldig gepubliceerd in 1844 door Cabanis.

## Kenmerken
De soorten uit dit geslacht zijn enigszins plompe vogels met kegelvormig snavels, geschikt voor het foerageren op zaden. Bij de meeste soorten is er groot verschil in verenkleed tussen mannetje en vrouwtje (seksuele dimorfie. De vrouwtjes en onvolwassen vogels zijn lastig als soort te onderscheiden.

## Taxonomie
De eerste wetenschappelijke naam die werd beschreven was Spermophila, maar deze naam was al in 1825 toegekend aan een geslacht knaagdieren. Daardoor is de in 1844 door Cabanis bedachte naam Sporophila nu geldig; wat ongeveer hetzelfde betekent, nu sporos (Oudgrieks) in plaats van sperma (Latijn).
Aan dit geslacht zijn sinds in 2014 gepubliceerd moleculair genetisch onderzoek zes soorten toegevoegd uit het geslachten Oryzoborus en Dolospingus.

## Soorten
De volgende soorten zijn bij het geslacht ingedeeld:
- Sporophila albogularis  – Witkeeldikbekje
- Sporophila americana  – Bont dikbekje
  - Sporophila americana murallae  – Caquetádikbekje
- Sporophila angolensis  – Zwartkopzaadkraker
- Sporophila ardesiaca  – Dubois' dikbekje
- Sporophila atrirostris  – Zwartsnavelzaadkraker
- Sporophila beltoni  – Beltons dikbekje
- Sporophila bouvreuil  – Oranje dikbekje
- Sporophila bouvronides  – Lessons dikbekje
- Sporophila caerulescens  – Witbaarddikbekje
- Sporophila castaneiventris  – Roodbuikdikbekje
- Sporophila cinnamomea  – Kaneeldikbekje
- Sporophila collaris  – Roestnekdikbekje
- Sporophila corvina  – Noordelijk bont dikbekje
- Sporophila crassirostris  – Dikbekzaadkraker
- Sporophila falcirostris  – Temmincks dikbekje
- Sporophila fringilloides  – Witnekdikbekje
- Sporophila frontalis  – Reuzendikbekje
- Sporophila funerea  – Diksnavelzaadkraker
- Sporophila hypochroma  – Roodstuitdikbekje
- Sporophila hypoxantha  – Okerbuikdikbekje
- Sporophila iberaensis  – Iberadikbekje
- Sporophila intermedia  – Blauwgrijs dikbekje
- Sporophila leucoptera  – Witbuikdikbekje
- Sporophila lineola  – Witsterdikbekje
- Sporophila luctuosa  – Zwart-wit dikbekje
- Sporophila maximiliani  – Grootsnavelzaadkraker
- Sporophila melanogaster  – Zwartbuikdikbekje
- Sporophila minuta  – Dwergdikbekje
- Sporophila morelleti  – Morelets dikbekje
- Sporophila nigricollis  – Geelbuikdikbekje
- Sporophila nigrorufa  – Zwartrood dikbekje
- Sporophila nuttingi  – Nicaraguaanse zaadkraker
- Sporophila palustris  – Moerasdikbekje
- Sporophila peruviana  – Papegaaidikbekje
- Sporophila pileata  – Bleek dikbekje
- Sporophila plumbea  – Loodgrijs dikbekje
- Sporophila ruficollis  – Zwartkeeldikbekje
- Sporophila schistacea  – Leigrijs dikbekje
- Sporophila simplex  – Vaalbruin dikbekje
- Sporophila telasco  – Roodkindikbekje
- Sporophila torqueola  – Kaneelstuitdikbekje